# Federico Canuti
Federico Canuti (né le 30 août 1985 à Pesaro, dans la province de Pesaro et Urbino, dans la région des Marches) est un coureur cycliste italien.

## Palmarès
- 2006
  - Trofeo Gruppo Meccaniche Luciani
  - Giro delle Valli Aretine
  - 3e de la Medaglia d'Oro Pietro Palmieri
- 2007
  - Gran Premio Pedalata Elettrica
  - Gran Premio due Paesi in Festa
  - 4e étape du Tour de Toscane espoirs
  - 2e du Trofeo Alta Valle del Tevere
  - 2e du Trofeo SC Corsanico
  - 2e du Gran Premio Pretola
  - 3e du Giro delle Valli Cuneesi
- 2009
  - 2e du Hel van het Mergelland
- 2011
  - 2e du Hel van het Mergelland

## Résultats sur les grands tours

### Tour de France
1 participation
- 2012 : 114e

### Tour d'Italie
2 participations
- 2010 : abandon (17e étape)
- 2011 : 94e

## Classements mondiaux
| Année                  | 2006 | 2007 | 2008 | 2009 | 2010 | 2011 |
| ---------------------- | ---- | ---- | ---- | ---- | ---- | ---- |
| Calendrier mondial UCI |      |      |      |      | 263e |      |
| UCI Europe Tour        | 410e | 619e | 678e | 202e | 306e | 116e |